# 重症熱性血小板減少症候群ウイルス
重症熱性血小板減少症候群ウイルス（じゅうしょうねっせいけっしょうばんげんしょうしょうこうぐんウイルス、Dabie bandavirus、英通称 : Severe fever with thrombocytopenia syndrome virus）とは、ブニヤウイルス目フェヌイウイルス科バンダウイルス属に属するウイルスの1種。ウイルス性出血熱の重症熱性血小板減少症候群（SFTS）の病原体として同定されたウイルスである。名称が長いため、しばしば同症候群の頭文字をとってSFTSウイルス（SFTSV）と呼ばれる。また、中国語の「新布尼亞病毒」から新型ブニヤウイルスと呼ばれることもある。

## 発見
2009年3月から7月にかけ、中国の湖北省および河南省で、原因不明の感染症が発生した。2011年になり、于学杰 (Xue-jie Yu) らによって患者の病理組織から抗原と核酸が発見されたことから病原体と特定され、SFTSウイルスと名づけられた。その後、2013年になって日本でもコホートスタディにより、2005年秋以降2015年3月までに感染者が100名以上いたことが報告されている。
なお、中国のSFTSウイルスと日本のSFTSウイルスは遺伝子が似ており、同一種であると考えられているが、遺伝子の分析から日本で分離された株は独自の群を形成することが明らかになっており、両者は完全に同一のものではないと考えられている。また、日本で確認されている4例の患者は、いずれも海外への渡航歴がない。このため、日本のSFTSウイルスは最近発生したものではなくウイルスそのものは昔から存在しており、患者の病原体を同定して初めて発見されたものと考えられている。

## 分類とゲノム

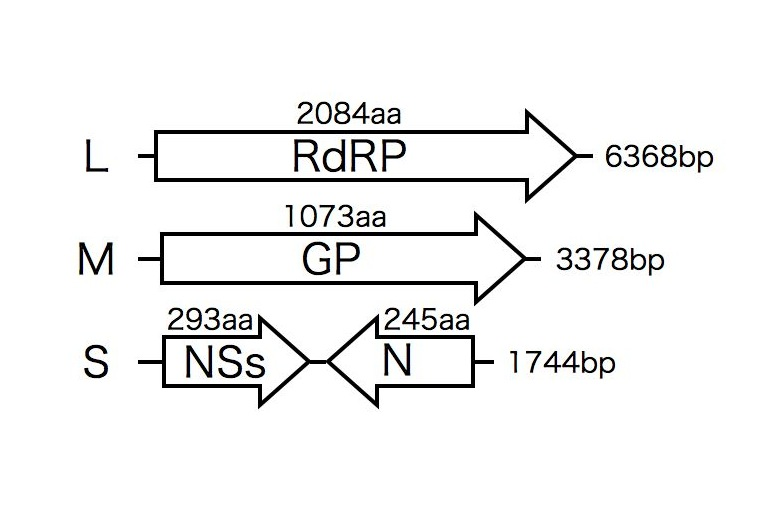
SFTSウイルスのゲノム構造模式図

SFTSウイルスは3分節に分かれるマイナス鎖の1本鎖RNAを有するRNAウイルスであり、クリミア・コンゴ出血熱ウイルスやリフトバレー熱ウイルスなどと同じブニヤウイルス目に属する。
SFTSウイルスのゲノムは解読されている。L (Large)、M (Medium)、S (Small) の3つのセグメントと、RNA依存性RNAポリメラーゼ (RdRp)、前駆体糖タンパク質 (M)、糖タンパク質N (Gn)、糖タンパク質C (Gc)、核タンパク質 (NP)、非構造タンパク質 (NSs) の6つのタンパク質が発見されている。
Lセグメントには、2084個のアミノ酸残基からなるRdRpがエンコードされている。
Mセグメントには、糖タンパク質であるGnとGcの前駆体となる、1073個のアミノ酸配列をエンコードしている1つのオープンリーディングフレームが含まれる。SFTSVはGn/Gcの働きによってpH依存性に細胞へ侵入することが知られている。また、この時C型レクチンの一種であるDC-SIGNが細胞膜上のウイルスレセプターとして働く。
Sセグメントには、GnとNSsの2つのタンパク質をエンコードする1744個のヌクレオチドを有する。これら2つのタンパク質をコードする遺伝子領域は62塩基対の遺伝子間領域によって2つに分離されている。

## 性質
ブニヤウイルス目に共通して見られる性質から類推すると、SFTSウイルスは酸や熱に弱く、消毒用アルコールや台所用洗剤、紫外線の照射によって急速に失活すると考えられている。

## 感染経路

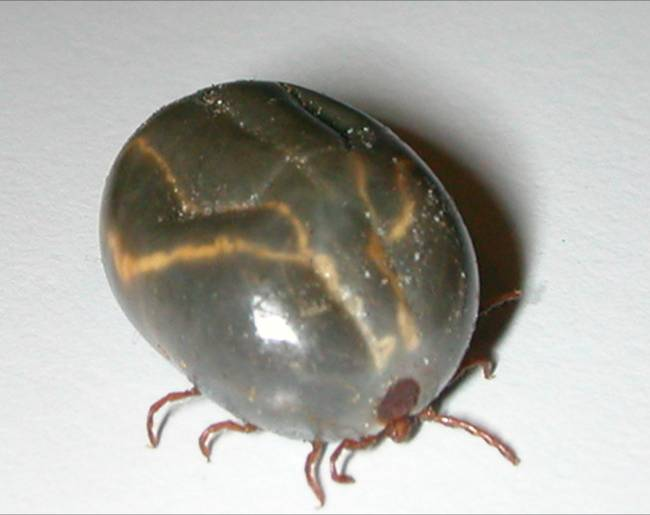
SFTSウイルスを保有するダニの一種であるフタトゲチマダニ

SFTSウイルスはフタトゲチマダニ、オウシマダニ、タカサゴキララマダニといったマダニ科のダニから分離されており、マダニ科のダニが宿主であると考えられているが、どのマダニ種が媒介するのかは特定されていない。また、SFTSウイルスを持つダニに咬まれることにより感染すると考えられているが、咬傷痕が確認できない場合もある。また、感染した患者の血液や体液との接触によるヒト-ヒト感染も報告されている。飛沫感染や空気感染は報告されていない。
中国の江蘇省における疫学調査では、ヤギ、ウシ、イヌ、ブタ、ニワトリの血清から抗SFTSV抗体が検出されている。また、山東省沂源県の報告ではヤギが83%という高い陽性率を示している。なお、この報告においてヤギが選択された理由は、この地域でヤギがよく飼育されており、かつマダニの吸血を受けていることが多いためである。しかし、この動物が発病したかどうかは確認されていない。また、感染した動物との接触感染も考えられているが、報告されていない。
2017年10月に日本の徳島県で飼い犬から人間に感染した事例が確認され、世界で初めてのペットから人への感染例として報告された。国立感染症研究所や日本医療研究開発機構の調査では、2016年から2021年3月までにペットのイヌやネコからの感染が12例確認されている。

## 分布
日本では2015年3月11日時点で100例以上の感染症患者が報告されており、いずれの感染者も西日本で発生している。少なくともそのうち7例ではウイルス学的にSFTSと診断され、また国内で初めて確認された患者の血液からはウイルスが分離されている。当初はマダニからウイルスが検出されることはなかったが、2013年5月23日に確認された山口県の患者に付着していたタカサゴキララマダニからSFTSウイルスが検出されている。ただし、この報告は患者の女性からダニへとウイルスが侵入した可能性を否定するものではない。また、その後の調査から、フタトゲチマダニとタカサゴキララマダニ以外にも複数のマダニ種（キチマダニ、オオトゲチマダニ、ヒゲナガチマダニ等）からSFTSウイルスの遺伝子が検出されている。
現時点では前述の通り西日本において感染者が報告されているが、マダニ科のダニは日本国内に広く分布しており、実際にSFTSウイルスを保有するマダニの分布は日本国内の広い範囲に及ぶ。なお、マダニ科のダニは主に森林や草地などの屋外に生息しており、屋内に生息するコナダニやヒョウヒダニとは分布が異なる。
2013年に山口県で報告されて以降、主に九州（宮崎県8人）、中国地方（山口県死者5人）、四国（愛媛県7人）で確認され、2015年6月に初めて京都府で80歳女性（回復）、2015年9月には、初めて北陸で60歳男性が死亡した（石川県志賀町）。千葉県でも確認されており、東日本への拡大も現実になりつつある。
愛媛県衛生環境研究所でマダニ200匹を検査したところ、ウイルス保有率は6 - 31%、全国調査の5 - 15%より高い。
中国では河南省、河北省、遼寧省、山東省、江蘇省、安徽省、浙江省で報告されており、2011年3月17日に中華人民共和国政府により過去600人余りの患者の存在を確認されている。また、日本、中国以外に韓国でもSFTSの発生が報告されている。
2020年のテレビ朝日の報道によると、同年に江蘇省南京市のある病院で37人の感染が確認されたこと、安徽省で2020年4月に23人の感染が確認されうち5人が死亡したこと、浙江省で2人が死亡したことが報道されている。感染した場合、白血球の減少や体内の出血などが見られることも報道されている。

## 症状・治療
SFTSウイルスに感染した場合、潜伏期間6日 - 14日を経て、38度以上の発熱や消化器系への症状が発生する。重篤化すると死亡する。致死率は10 - 30%であると考えられている。
発熱や頭痛、筋肉痛、失語症などの神経症状、頸部リンパ節の腫れなどを伴う。特に高齢者は重症になりやすい。
日本においては、2013年3月4日からSFTSウイルスによる重症熱性血小板減少症候群は四類感染症に指定してされており、感染症の予防及び感染症の患者に対する医療に関する法律における届出の対象となっている。その定義では、病原体がSFTSウイルスに限ると指定されている。
2024年、抗インフルエンザ薬ファビピラビル（商品名アビガン）に対し、SFTSウイルス感染症に対する適応の追加が承認された。

## ハートランドウイルス
2009年にアメリカ合衆国ミズーリ州でSFTSと似た症状を示す患者が2人報告され、患者の体内からSFTSウイルスと近縁のウイルスが発見されている。このウイルスは中国のものと近縁であるが、同一のウイルスではないと考えられており、ハートランドウイルスと名付けられた。
アメリカにはSFTSウイルスを媒介するとされるフタトゲチマダニ、オウシマダニは分布しておらず、またこの地域における生態調査で捕獲されるマダニの99.9%がアメリカに広く分布するキララマダニ属のAmblyomma americanumであることから、本種が媒介するものと考えられているが、ハートランドウイルスは検出されていない。

## 新たなウイルス
2020年1月31日、国立感染症研究所にてSFTSウイルスに近い新たなウイルスが見つかった、と報道された。2019年5月、マダニに咬まれた4日後から発熱・両足の痛みで歩行困難となり入院した、北海道で山菜採りにいった男性の血液を調べたところ、検出された。
しかしながら、感染症研究所のリリースでは、新規オルソナイロウイルスとなっている。